# カンパリ・ビア
カンパリ・ビアは、カクテルの1種。カンパリのビール割りである。しかし、ビールにカンパリの香味を加えたカクテルと考える場合もある。

## 標準的なレシピ
- カンパリ ＝ 30ml
- ビール ＝ 適量

### 作り方
グラス330mlにカンパリ30mlを注ぎ、そこによく冷やしたビール300mlを注ぐ。

### 備考
カンパリの量、完成時の量は、飲む人の好みによって増減されることがある。

## 主な参考文献
- YYTproject 編集 『おうちでカクテル』 池田書店 2004年10月20日発行 ISBN 4-262-12918-7
- 高井 久 監修 『絵でわかるカクテル入門』 日東書院 1989年7月20日発行 ISBN 4-528-00362-7
- 福西 英三 『カクテルズ』 ナツメ社 1996年9月1日発行 ISBN 4-8163-1744-9